# Coppa del Mondo di biathlon 2026
La Coppa del Mondo di biathlon 2026 sarà la quarantanovesima edizione della manifestazione organizzata dall'International Biathlon Union; inizierà il 29 novembre 2025 a Östersund, in Svezia, e si concluderà il 22 marzo 2026 a Oslo Holmenkollen, in Norvegia. Nel corso della stagione si terranno ad Anterselva le gare di biathlon ai XXV Giochi olimpici invernali di Milano Cortina 2026, non validi ai fini della Coppa del Mondo, il cui calendario contemplerà dunque un'interruzione nel mese di febbraio. In seguito all'invasione dell'Ucraina, gli atleti russi e bielorussi sono stati esclusi dalle competizioni.
Sia in campo maschile sia in campo femminile sono in programma 26 gare (21 individuali, 5 a squadre) in 9 tappe; le staffette miste saranno 6, da disputarsi in 3 diverse località. Il norvegese Sturla Holm Lægreid è il detentore uscente della Coppa generale maschile, la tedesca Franziska Preuß della Coppa generale femminile.

## Uomini

### Risultati
| Data             | Località                | Nazione   | Spec. | Primo | Secondo | Terzo |
| ---------------- | ----------------------- | --------- | ----- | ----- | ------- | ----- |
| 29 novembre 2025 | Östersund               | Svezia    | RL    |       |         |       |
| 3 dicembre 2025  | Östersund               | Svezia    | IN    |       |         |       |
| 6 dicembre 2025  | Östersund               | Svezia    | SP    |       |         |       |
| 7 dicembre 2025  | Östersund               | Svezia    | PU    |       |         |       |
| 12 dicembre 2025 | Hochfilzen              | Austria   | SP    |       |         |       |
| 13 dicembre 2025 | Hochfilzen              | Austria   | PU    |       |         |       |
| 14 dicembre 2025 | Hochfilzen              | Austria   | RL    |       |         |       |
| 19 dicembre 2025 | Annecy Le Grand-Bornand | Francia   | SP    |       |         |       |
| 20 dicembre 2025 | Annecy Le Grand-Bornand | Francia   | PU    |       |         |       |
| 21 dicembre 2025 | Annecy Le Grand-Bornand | Francia   | MS    |       |         |       |
| 8 gennaio 2025   | Oberhof                 | Germania  | SP    |       |         |       |
| 10 gennaio 2026  | Oberhof                 | Germania  | PU    |       |         |       |
| 11 gennaio 2026  | Oberhof                 | Germania  | RL    |       |         |       |
| 15 gennaio 2026  | Ruhpolding              | Germania  | RL    |       |         |       |
| 17 gennaio 2026  | Ruhpolding              | Germania  | SP    |       |         |       |
| 18 gennaio 2026  | Ruhpolding              | Germania  | PU    |       |         |       |
| 22 gennaio 2026  | Nové Město na Moravě    | Rep. Ceca | IN    |       |         |       |
| 25 gennaio 2026  | Nové Město na Moravě    | Rep. Ceca | MS    |       |         |       |
| 6 marzo 2026     | Kontiolahti             | Finlandia | IN    |       |         |       |
| 7 marzo 2026     | Kontiolahti             | Finlandia | RL    |       |         |       |
| 8 marzo 2026     | Kontiolahti             | Finlandia | MS    |       |         |       |
| 12 marzo 2026    | Otepää                  | Estonia   | SP    |       |         |       |
| 14 marzo 2026    | Otepää                  | Estonia   | PU    |       |         |       |
| 20 marzo 2026    | Oslo Holmenkollen       | Norvegia  | SP    |       |         |       |
| 21 marzo 2026    | Oslo Holmenkollen       | Norvegia  | PU    |       |         |       |
| 22 marzo 2026    | Oslo Holmenkollen       | Norvegia  | MS    |       |         |       |

Legenda:

IN = individuale (20 km)

SP = sprint (10 km)

PU = inseguimento (12,5 km)

MS = partenza in linea (15 km)

RL = staffetta (4x7,5 km)

### Classifiche

#### Generale
| Pos. | Nome | Nazione | Punti |
| ---- | ---- | ------- | ----- |
| 1    |      |         |       |
| 2    |      |         |       |
| 3    |      |         |       |
| 4    |      |         |       |
| 5    |      |         |       |
| 6    |      |         |       |
| 7    |      |         |       |
| 8    |      |         |       |
| 9    |      |         |       |
| 10   |      |         |       |

#### Sprint
| Pos. | Nome | Nazione | Punti |
| ---- | ---- | ------- | ----- |
| 1    |      |         |       |
| 2    |      |         |       |
| 3    |      |         |       |
| 4    |      |         |       |
| 5    |      |         |       |

#### Inseguimento
| Pos. | Nome | Nazione | Punti |
| ---- | ---- | ------- | ----- |
| 1    |      |         |       |
| 2    |      |         |       |
| 3    |      |         |       |
| 4    |      |         |       |
| 5    |      |         |       |

#### Partenza in linea
| Pos. | Nome | Nazione | Punti |
| ---- | ---- | ------- | ----- |
| 1    |      |         |       |
| 2    |      |         |       |
| 3    |      |         |       |
| 4    |      |         |       |
| 5    |      |         |       |

#### Individuale
| Pos. | Nome | Nazione | Punti |
| ---- | ---- | ------- | ----- |
| 1    |      |         |       |
| 2    |      |         |       |
| 3    |      |         |       |
| 4    |      |         |       |
| 5    |      |         |       |

#### Staffetta
| Pos. | Nazione | Punti |
| ---- | ------- | ----- |
| 1    |         |       |
| 2    |         |       |
| 3    |         |       |
| 4    |         |       |
| 5    |         |       |

#### Nazioni
| Pos. | Nazione | Punti |
| ---- | ------- | ----- |
| 1    |         |       |
| 2    |         |       |
| 3    |         |       |
| 4    |         |       |
| 5    |         |       |

## Donne

### Risultati
| Data             | Località                | Nazione   | Spec. | Prima | Seconda | Terza |
| ---------------- | ----------------------- | --------- | ----- | ----- | ------- | ----- |
| 29 novembre 2025 | Östersund               | Svezia    | RL    |       |         |       |
| 2 dicembre 2025  | Östersund               | Svezia    | IN    |       |         |       |
| 5 dicembre 2025  | Östersund               | Svezia    | SP    |       |         |       |
| 7 dicembre 2025  | Östersund               | Svezia    | PU    |       |         |       |
| 12 dicembre 2025 | Hochfilzen              | Austria   | SP    |       |         |       |
| 13 dicembre 2025 | Hochfilzen              | Austria   | RL    |       |         |       |
| 14 dicembre 2025 | Hochfilzen              | Austria   | PU    |       |         |       |
| 18 dicembre 2025 | Annecy Le Grand-Bornand | Francia   | SP    |       |         |       |
| 20 dicembre 2025 | Annecy Le Grand-Bornand | Francia   | PU    |       |         |       |
| 21 dicembre 2025 | Annecy Le Grand-Bornand | Francia   | MS    |       |         |       |
| 9 gennaio 2025   | Oberhof                 | Germania  | SP    |       |         |       |
| 10 gennaio 2026  | Oberhof                 | Germania  | RL    |       |         |       |
| 11 gennaio 2026  | Oberhof                 | Germania  | PU    |       |         |       |
| 14 gennaio 2026  | Ruhpolding              | Germania  | RL    |       |         |       |
| 16 gennaio 2026  | Ruhpolding              | Germania  | SP    |       |         |       |
| 18 gennaio 2026  | Ruhpolding              | Germania  | PU    |       |         |       |
| 23 gennaio 2026  | Nové Město na Moravě    | Rep. Ceca | IN    |       |         |       |
| 25 gennaio 2026  | Nové Město na Moravě    | Rep. Ceca | MS    |       |         |       |
| 5 marzo 2026     | Kontiolahti             | Finlandia | IN    |       |         |       |
| 7 marzo 2026     | Kontiolahti             | Finlandia | MS    |       |         |       |
| 8 marzo 2026     | Kontiolahti             | Finlandia | RL    |       |         |       |
| 13 marzo 2026    | Otepää                  | Estonia   | SP    |       |         |       |
| 14 marzo 2026    | Otepää                  | Estonia   | PU    |       |         |       |
| 19 marzo 2026    | Oslo Holmenkollen       | Norvegia  | SP    |       |         |       |
| 21 marzo 2026    | Oslo Holmenkollen       | Norvegia  | PU    |       |         |       |
| 22 marzo 2026    | Oslo Holmenkollen       | Norvegia  | MS    |       |         |       |

Legenda:

IN = individuale (15 km)

SP = sprint (7,5 km)

PU = inseguimento (10 km)

MS = partenza in linea (12,5 km)

RL = staffetta (4x6 km)

### Classifiche

#### Generale
| Pos. | Nome | Nazione | Punti |
| ---- | ---- | ------- | ----- |
| 1    |      |         |       |
| 2    |      |         |       |
| 3    |      |         |       |
| 4    |      |         |       |
| 5    |      |         |       |
| 6    |      |         |       |
| 7    |      |         |       |
| 8    |      |         |       |
| 9    |      |         |       |
| 10   |      |         |       |

#### Sprint
| Pos. | Nome | Nazione | Punti |
| ---- | ---- | ------- | ----- |
| 1    |      |         |       |
| 2    |      |         |       |
| 3    |      |         |       |
| 4    |      |         |       |
| 5    |      |         |       |

#### Inseguimento
| Pos. | Nome | Nazione | Punti |
| ---- | ---- | ------- | ----- |
| 1    |      |         |       |
| 2    |      |         |       |
| 3    |      |         |       |
| 4    |      |         |       |
| 5    |      |         |       |

#### Partenza in linea
| Pos. | Nome | Nazione | Punti |
| ---- | ---- | ------- | ----- |
| 1    |      |         |       |
| 2    |      |         |       |
| 3    |      |         |       |
| 4    |      |         |       |
| 5    |      |         |       |

#### Individuale
| Pos. | Nome | Nazione | Punti |
| ---- | ---- | ------- | ----- |
| 1    |      |         |       |
| 2    |      |         |       |
| 3    |      |         |       |
| 4    |      |         |       |
| 5    |      |         |       |

#### Staffetta
| Pos. | Nazione | Punti |
| ---- | ------- | ----- |
| 1    |         |       |
| 2    |         |       |
| 3    |         |       |
| 4    |         |       |
| 5    |         |       |

#### Nazioni
| Pos. | Nazione | Punti |
| ---- | ------- | ----- |
| 1    |         |       |
| 2    |         |       |
| 3    |         |       |
| 4    |         |       |
| 5    |         |       |

## Misto

### Risultati
| Data             | Località             | Nazione   | Spec. | Prima | Seconda | Terza |
| ---------------- | -------------------- | --------- | ----- | ----- | ------- | ----- |
| 30 novembre 2025 | Östersund            | Svezia    | SMX   |       |         |       |
| 30 novembre 2025 | Östersund            | Svezia    | MX    |       |         |       |
| 24 gennaio 2026  | Nové Město na Moravě | Rep. Ceca | SMX   |       |         |       |
| 24 gennaio 2026  | Nové Město na Moravě | Rep. Ceca | MX    |       |         |       |
| 15 marzo 2026    | Otepää               | Estonia   | SMX   |       |         |       |
| 15 marzo 2026    | Otepää               | Estonia   | MX    |       |         |       |

Legenda:

MX = staffetta mista 2x6 km + 2x7,5 km 

SMX = staffetta mista individuale

### Classifiche
| Pos. | Nazione | Punti |
| ---- | ------- | ----- |
| 1    |         |       |
| 2    |         |       |
| 3    |         |       |
| 4    |         |       |
| 5    |         |       |